# Карак (город)
Карак (англ. Karak) — город в Пакистане, столица одноимённого округа Карак. Город находится в провинции Хайбер-Пахтунхва, граничит с агентством Северный Вазиристан. Население — 28 205 чел. (на 2010 год).

## Население
По результатам переписи 1998 года в городе проживало 27 029 человек.